# Arxiu Municipal del Districte de Gràcia
L'Arxiu Municipal del Districte de Gràcia (AMDG) és un arxiu de Gràcia responsable de l'ingrés, la gestió, la custòdia i la difusió de la documentació produïda per l'administració o qualsevol fons privat.
És un dels centres que actualment configuren l'Arxiu Municipal de Barcelona, juntament amb la resta d'arxius municipals de districte, l'Arxiu Històric de la Ciutat de Barcelona, l'Arxiu Municipal Contemporani de Barcelona, l'Arxiu Fotogràfic de Barcelona i els arxius centrals.

## Edifici
Des del 2005, l'Arxiu està ubicat a la plaça de Lesseps, a l'edifici que també acull la Biblioteca pública Jaume Fuster. Inaugurat el 13 de novembre de 2005, és obra de l'arquitecte Josep Antoni Llinàs i Carmona i va guanyar el premi del Foment de les Arts Decoratives. L'Arxiu, amb un total de 427 m2, inclou sala de consulta, sala de recepció i tractament documental i dipòsit documental (273 m2) que pot acollir un màxim de 2.400 metres lineals de documentació i està dotat amb aparells de control de temperatura i humitat, i sistema antiincendis per garantir la seva correcta preservació.

## Història
Des de l'any 1983 diverses iniciatives dutes a terme pel mateix Consell Municipal de Districte havien posat les bases d'un arxiu històric al barri de Gràcia. Paral·lelament, el Club Excursionista de Gràcia, a través de la seva secció d'estudis, havia recopilat, des del 1922, un volum important de documents històrics graciencs que van anomenar Arxiu de Gràcia. L'Arxiu de Gràcia es va crear l'any 1988 arran del Projecte d'ordenació d'arxius de l'Ajuntament de Barcelona i va estar ubicat en diferents dependències. La primera seu, de caràcter provisional, va ser la del Consell Municipal del Districte a la plaça de Rius i Taulet (avui plaça de la Vila de Gràcia), des d'on es va traslladar, l'any 1991, a les noves dependències del carrer de les Camèlies, on va romandre fins al mes de novembre del 2005.

## Fons
L'Arxiu Municipal de Districte de Gràcia custodia i gestiona fons documentals municipals, fons privats i col·leccions. Els fons municipals estan formats, d'una banda, pel de l'antic Ajuntament de Gràcia, en funcions entre el 1850 i el 1897 i amb límits diferents de l'actual districte, ja que comprenia el barri de la Salut fins al carrer de Provença, de la Diagonal fins a Casanova i limitava amb Vallcarca i Sant Gervasi. Conserva 269 caixes de documents que no són la totalitat de la documentació de la vila, ja que, aquella anterior al 1870, va ser destruïda a conseqüència dels aldarulls violents d'aquell any, l'anomenada Revolta de les Quintes. Aquest fons, que conté la documentació generada i rebuda per l'Ajuntament de Gràcia en l'exercici de les seves funcions, és d'utilitat per als estudis sobre la vila de Gràcia i l'administració del segle xix.
Una de les seccions documentals més destacades és la d'Urbanisme i obres, en la qual es troben obres de tanta envergadura com les de prolongació de l'Eixample, el projecte de clavegueram de Garcia Faria i els expedients d'obra privada que demostren l'esclat constructor de finals del segle xix. També destaca la documentació relativa a la secció d'ensenyament. En canvi, la documentació de l'antiga Junta Municipal del Districte VIII, que va funcionar dels anys 1900 al 1979, només hi té una presència testimonial.
D'altra banda, l'Arxiu també custodia la documentació generada i rebuda per l'Ajuntament de Barcelona en l'exercici de les seves funcions, cosa que permet seguir l'evolució de la vida administrativa del Districte a partir del 1984. La seva consulta és útil per a aspectes tan diversos com fer tràmits amb l'Administració, conèixer el desenvolupament de l'obra privada i el comerç al districte de Gràcia o acostar-se a l'evolució de les tradicions i festes populars. Pel que fa als fons privats, destaca la col·lecció del Club Excursionista de Gràcia que aplega diversos fons documentals relacionats amb la vila de Gràcia des del segle xvii fins al XX, imprescindibles per a l'estudi d'entitats, personatges i fons patrimonials graciencs, així com del recorregut de la imatge gràfica i fotogràfica de la vila. Entre les diferents tipologies documentals que conté, destaca una col·lecció de més de 4.000 fotografies.
En relació amb les col·leccions, destaca la Col·lecció Fons Ramírez. Àlbums fotogràfics de la Festa Major de Gràcia, amb 667 fotografies del període del 1948 al 1964 o la de Xavier Llobet Hewitson, amb 692, del període del 1920 al 1970. També té rellevància la col·lecció de programes de la Festa Major de Gràcia del 1898 al 2007 i la de la Festa de Sant Medir del 1898 al 2007, i la de cartells, amb 1.820 exemplars del període del 1850 al 2010. El centre disposa també d'una biblioteca auxiliar amb 2.900 volums i un fons hemerogràfic amb 963 títols.
| Agrupació documental | Tipologia     | Títol                                                                     | Dates extremes | "Volum            |
| -------------------- | ------------- | ------------------------------------------------------------------------- | -------------- | ----------------- |
| "                    |               |                                                                           |                |                   |
| Fons municipals      | Contemporanis | Ajuntament de Barcelona                                                   | 1920-2010      | 700 m             |
| Ajuntament de Gràcia | 1870-1897     | 50,52 m                                                                   |                |                   |
| Fons privats         | Entitats      | Cercle Filatèlic i Numismàtic de Gràcia                                   | 1950-1991      | 2,88 m            |
| Fons privats         | Entitats      | Associació de Veïns del Camp d'en Grassot                                 | 1978-1995      | 0,12 m            |
| Fons privats         | Entitats      | Club Ciclista de Gràcia                                                   | 1929-1995      | 0,12 m            |
| Fons privats         | Entitats      | Societat Obrera L'Artesà                                                  | 1866-1945      | 0,72 m            |
| Fons privats         | Entitats      | CADECA Associació esportiva i cultural                                    | 1953-2003      | 0,96 m            |
| Fons privats         | Entitats      | Associació de Veïns de la plaça del Sol                                   | 1961-1974      | 0,36 m            |
| Fons privats         | Entitats      | Federació Catalana de Lluita                                              | 1941-1999      | 110 fotografies   |
| Fons privats         | Entitats      | Fons Revista Carrer Gran                                                  | 1979-1988      | 2.000 fotografies |
| Col·leccions         | Col·leccions  | Col·lecció «Fons Ramírez. Àlbums fotogràfics de la Festa Major de Gràcia» | 1948-1964      | 667 fotografies   |
| Col·leccions         | Col·leccions  | Col·lecció de fotografies Armand Guart                                    | 1943-1964      | 24 fotografies    |
| Col·leccions         | Col·leccions  | Col·lecció programes Festa Major de Gràcia                                | 1898-2007      | 4,80 m            |
| Col·leccions         | Col·leccions  | Col·lecció Festa Sant Medir                                               | 1898-2007      | 4,80 m            |
| Col·leccions         | Col·leccions  | Col·lecció Albert Mussons                                                 | 1950-2007      | 1,44 m            |
| Col·leccions         | Col·leccions  | Col·lecció de petites donacions de l'AMDG                                 | 1900           | 2,40 m            |
| Col·leccions         | Col·leccions  | Col·lecció Espeleo Club de Gràcia                                         | 1979-2006      | 0,24 m            |
| Col·leccions         | Col·leccions  | Col·lecció de cartells de l'AMDG                                          | 1850-2010      | 1.820 cartells    |
| Col·leccions         | Col·leccions  | Col·lecció Club Excursionista de Gràcia                                   | 1672-1994      | "24 m             |
| Col·leccions         | Col·leccions  | 3.087 fotografies"                                                        |                |                   |
| Col·leccions         | Col·leccions  | Xavier Llobet Hewitson                                                    | 1920-1970      | 692 fotografies   |
| Col·leccions         | Col·leccions  | Maria Rosa Bobé Bruguera                                                  | 1964-1971      | 28 fotografies    |
| Col·leccions         | Col·leccions  | Vicenç Machordom                                                          | 1930-1950      | 93 fotografies    |
| Col·leccions         | Col·leccions  | José Maria Contel                                                         | 1933-1991      | 785 fotografies   |
| Col·leccions         | Col·leccions  | Montse Llopis                                                             | 1930-1950      | 23 fotografies    |
| Col·leccions         | Col·leccions  | Rosa Comte                                                                | 1920           | 3 fotografies     |
| Col·leccions         | Col·leccions  | Pere Jané                                                                 | 1905           | 1 fotografia      |
| Col·leccions         | Col·leccions  | Col·lecció de positius paper                                              | 1979-2005      | 8.000 fotografies |